# Дабашінскай
Дабашінскай (Dabašinskai) — хутір у Литві, Расейняйський район, Аріогальське староство, знаходиться за 9 км від села Вередува. Станом на 2001 рік в Дабашінскаї ніхто не проживав.

## Принагідно
- Dabašinskai

| Литва | Це незавершена стаття з географії Литви. Ви можете допомогти проєкту, виправивши або дописавши її. |